# Miha Zajc
Miha Zajc, född 1 juli 1994, är en slovensk fotbollsspelare (mittfältare) som spelar för Toulouse, på lån från Fenerbahçe och Sloveniens landslag.

## Landslagskarriär
Zajc debuterade för Sloveniens landslag den 23 mars 2016 i en 1–0-vinst över Makedonien.